# أس - 300
أس خذف-300 (S-300) (لقب تعريف الناتو: أس أي-10 غرومبل) هي منظومة دفاع جوي صاروخية بعيدة المدى روسية الصنع أنتجت من قبل شركة ألماز للصناعات العلمية وللمنظومة عدة إصدارات مختلفة طورت جميعها من (أس-300 بي) (S-300P)، وقد صُمم النظام لقوات الدفاع الجوي السوفيتية لردع الطائرات وصواريخ كروز طورت بعدها إصدارات أخرى لردع الصواريخ البالستية.
طور نظام ال أس-300 أول مرة من قبل الاتحاد السوفيتي سنة 1979، صمم للدفاع عن المعامل الكبيرة والمنشآت الحساسة والقواعد العسكرية ومراكز الرصد الجوي ضد ضربات الطائرات المعادية.
إن إدارة تطوير مشروع أس-300 تابعة لشركة ألماز الروسية وهي شركة حكومية تعرف أيضا ب (كي بي-1)(KB-1) والتي حاليا هي جزء من (ألماز أنتيي) المعنية بالدفاع الجوي. أما صواريخ ال أس-300 فقد طورت من قبل شركة (أم كي بي «فاكل») (MKB "Fakel" design bureau) وهي شركة حكومية أيضا كذلك تعرف ب (أو كي بي-2) (OKB-2).
يعتبر نظام أس-300 من الأنظمة القديرة في العالم في ميادين الدفاع الجوي فهو فضلا عن قدرته على صد وتدمير الصواريخ البالستية فأنه مجهز برادارات قادرة على تتبع 100 هدف والاشتباك مع 12 هدف في نفس الوقت والنظام يحتاج 5 دقائق فقط ليكون جاهزا للإطلاق وصواريخه لا تحتاج لاي صيانة على مدى الحياة وهناك أصدار مطور للنظام يعرف ب أس-400 (لقب تعريف الناتو: أس أي-21)، دخل الخدمة سنة 2004.

## الاختلافات والتحديث
أنبثقت من ال أس-300 أنواع واصدارات عديدة ذات صواريخ مختلفة ورادارات محسنة ومدى أكبر وقدرات أفضل ضد الصواريخ البالستية قصيرة المدى أو الاهداف التي تطير على ارتفاع منخفض. هناك ثلاثة أنواع رئيسية من هذا النظام:

### أس-300 بي (S-300P)
وهناك نوعين من هذا النظام بري وبحري

#### البري

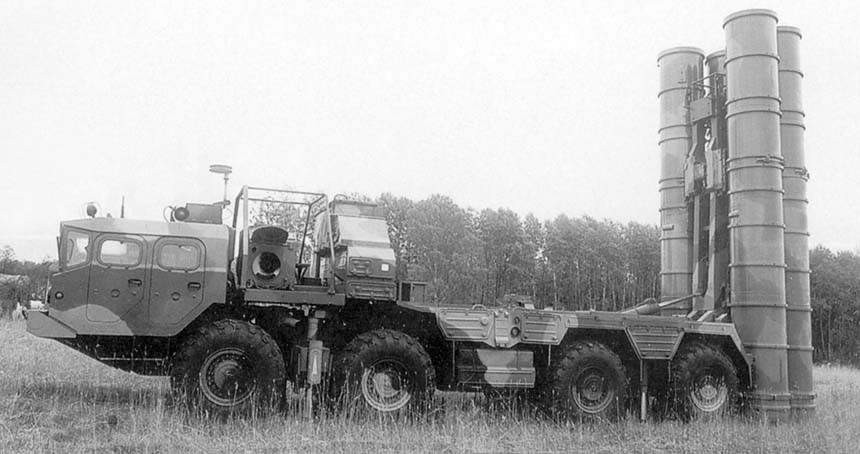
منظر جانبي لل أس-300 مستعدة للإطلاق.

و هو أس-300 بي تي (S-300PT) بالحروف الروسية(С-300П) لقب تعريف الناتو(SA-10a GRUMBLE) وهو الإصدار الأصلي\b أو الرئيسي لهذا النظام وقد دخل الخدمة سنه 1978 وصل عددها إلى 80 وحدة بحلول عام 1987 موزعة بصورة رئيسية حول موسكو. حرف ال P يرمز إلى  PVO-Strany (نظام دفاع جوي). تتضمن وحدة ال أس-300 بي تي (S-300PT) على ما يطلق عليه (36 دي6) (36D6) لقب تعريف الناتو (تن شيلد)(TIN SHIELD) وهو رادار للمراقبة وكذلك تتضمن (30ان6)(فلاب لد) (30N6) (FLAP LID) وهو نظام التحكم بالإطلاق ويتضمن عربات الإطلاق (5بي85-1) (5P85-1) وأخيرا 76ان6(كلام شيل)76N6 CLAM SHELL وهو رادار للرصد عل ارتفاعات منخفضة. بالإضافة إلى كل الميزات التي يتمتع بها النظام إلا أن هناك بعض المحددات التي تحد من كفائته إذ ان النظام يحتاج إلى أكثر من ساعة ليكون جاهز للعمل والإطلاق كما أن عملية الإطلاق العمودي تتسبب باحراق عربة ال (تيل) (TEL) التي تقوم بإطلاق الصواريخ.
كانت الفكرة بجعل النظام يتضمن نظام توجيه الصواريخ (تي في ام) (TVM) في هذا الموديل من أس-300 إلا أن نظام التوجيه بدأ يواجه مشاكل في تتبع الاهداف تحت ارتفاع 500 متر. عوضا عن الاكتفاء وقبول هذا العامل المحدد لإمكانية النظام فان السوفيت اكدوا على ان تتبع الاهداف بارتفاعات منخفضة يجب أن يكون موجود مهما كلف الامر لذلك قرروا أستعمال نظام قيادة وتوجيه منعزل إلى ان يكون نظام ال (تي في ام) (TVM) جاهزا هذه العملية سمحت للمنظومة الدفاعية بتتبع الاهداف حتى عند ارتفاع 25 متر.
تحسينات كثيرة طرأت على النظام مهدت لظهور أنواع أخرى كما تم تقديم الصاروخ الجديد 5 في55 كي دي (5V55KD) واستحداث طريقة الإطلاق الباردة وأصبح النظام يحتاج 30 دقيقة فقط ليكون جاهزا للإطلاق (مقارب للباترويت الأمريكية) كما أن تحسين مسار الصاروخ 5 في55 كي دي (5V55KD) جعل مداه يصل إلى 75 كيلو متر.
في عام 1985 قدم موديل أو إصدار اخر للنظام وهو أس-300 بي أس/أس-300 بي ام(S-300PS/S-300PM) بالروسية C-300ПC/C-300ПМ لقب تعريف الناتو أس أي-10 دي/إي (SA-10d/e) وهو الإصدار الوحيد الذي يمكن وضع رأس نووي بداخله كما شهد هذا الموديل تقديم عربات ال (تيل) (TEL) الحديثة وعربة الرادار المتحرك وعربة القيادة بعد ما كانت شبه متحركة في السابق وقدم النظام الصواريخ الجديدة 5 في55أر (5V55R) وبزيادة في المدى إلى 90 كلم (56 ميل) وكذلك قدم وضعية التوجية الجديدة semi-active radar homing)SARH).
التحديث الآخر الذي طرأ على النظام سمي أس-300 بي ام يو (S-300PMU) بالروسية (C-300ПМУ) وزارة الدفاع الأمريكية اطلقت عليه اسم اس أي-10اف (SA-10f) وقد أعلن عنه سنه 1992 لسوق التصدير وبنوعية جديدة من الصواريخ هي 5 في55 يو (5V55U)وهو أيضا يحوي نظام SARH للتوجيه ويحوي أيضا رادارات محدثة.

#### البحري

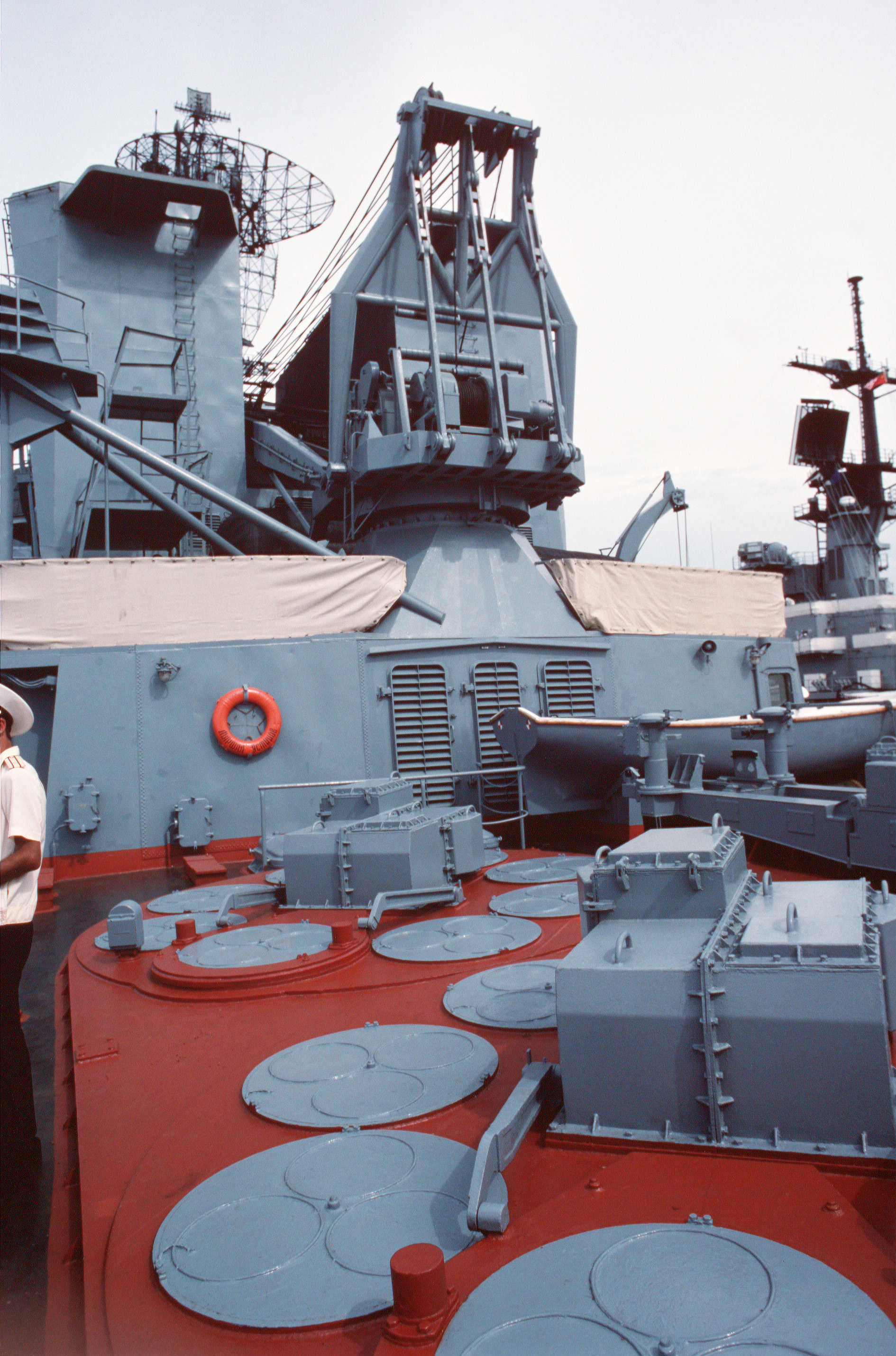
منظر مقرب لل أس اي-ان-6.

وهو أس-300 أف (أس أي-ان-6) (S-300(SA-N-6 وحرف ال F هنا لل Flot ومعناها بالروسية (أسطول) وقد أعلن عنه سنه 1984 كاصدار أساسي عن نظام ال أس-300 بي باختلاف ان هذا النظام للبحرية.
أس-300 أف ام فورت ام، S-300FM Fort-M بالروسية C-300ФМ لقب تعريف وزارة الدفاع الأمريكية أس أي-ان-20 (SA-N-20) وهو أصدار اخر للنظام البحري الا انه يمكن تركيبه فقط على السفن الحربية الكبيرة من طراز كيروف يستعمل هذا النظام صاروخا جديدا هو 48ان6 (48N6) الذي ظهر سنه 1990 وبزيادة سرعة للصاروخ تصل تقريبا إلى 6 ماك للاشتباك مع اهداف تصل سرعتها إلى 8.5 ماك وزاد حجم الرأس الحربي للصاروخ ليصل وزنه إلى 150 كيلو غرام ومرة أخرى فقد زاد مدى الاشتباك للصاروخ ليصل إلى 5-150 كلم ومدى الارتفاع من 10 متر إلى 27 كلم كما زود الصاروخ باحدث نظام توجيه وتتبع عن طريق الصاروخ (track-via-missile) مع القابلية على أعتراض الصواريخ البالستية القريبة المدى.
كلا الاصدارين البحريين مزودين بباحث طرفي ثانوي للاشعة تحت الحمراء (secondary infrared terminal seeker).

### أس-300 في (أس أي-12) (S-300V(SA-12

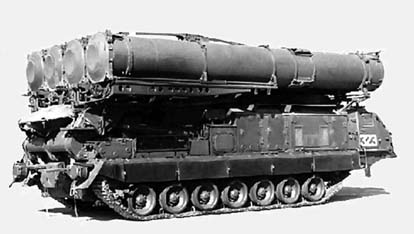
أس-300 في(المبارز)

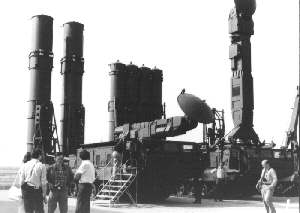
أس اى-12 المضاد للارتفاعات العالية

أس-300 في أنتيى-300(S-300V Antey-300) بالروسية (С-300В Антей-300) الاسم مأخوذ من (آنتايوس أو عنتي) لقب تعرف الناتو أس أي-12 المبارز/العملاق (SA-12 Gladiator/Giant).
حرف ال V يرمز ل Voyska (القوات البرية).هذا النظام يختلف قليلا عن الاصدارات الأخرى فقد صمم ليكون في الخطوط الامامية أو مقدمة أنظمة الدفاع الجوي للجيش الروسي لصد وأعتراض الطائرات والصواريخ البالستية وصواريخ كروز وكذلك ليستبدل نظام 2 كاي11 كروج (2K11 Krug) الأقدم.
إن صواريخ المبارز أو GLADIATOR لها مدى اشتباك يصل إلى 75 كلم بينما صواريخ العملاق أو GIANT لها القدرة على الاشتباك مع اهداف على بعد 100 كلم وحتى أرتفاعات تصل إلى 32 كلم (100,000 قدم)وفي كلتا الحالتين فان وزن رأس الصاروخ الحربي هو 150 كيلو غرام وجدير بالذكر ان هذا النظام هو من صنع شركة أنتيى (Antey) التي هي منافسة لشركة ألماز (Almaz).

### أس-300 بي ام يو-1/2(أس اى-20) S-300PMU-1/2 SA-20
أس-300 بي ام يو-1 بالروسية (C-300ПМУ-1) لقب تعريف وزارة الدفاع الإمريكية (SA-20A) لقب تعريف الناتو SA-20 GARGOYLE. أعلن عن النظام سنه 1992 وتضمن صواريخ جديده أكبر حجما 48ان6 (48N6) كلك تضمن كل التحسينات والتعديلات التي طرأت على نظام ال أس-300 اف ام (S300FM) كالسرعة والمدى ونظام التوجيه عن طريق الصاروخ TVM) Track-via-missile) والانظمه المضادة للصواريخ البالستية.

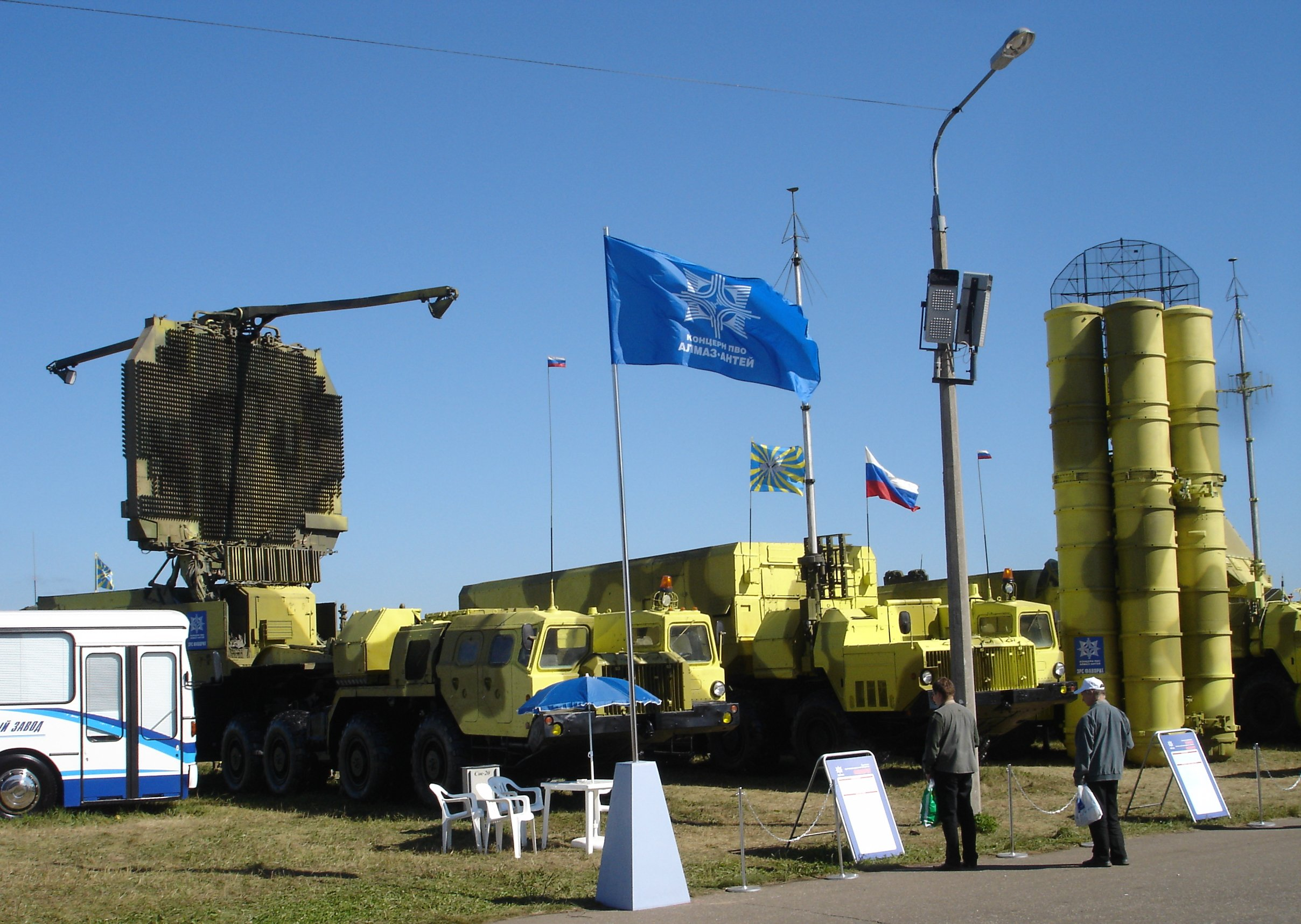
عربات ال أس-300 بي ام يو-2.

أس-300 بي ام يو-2 (S-300PMU-2 Favorite) بالروسية (C-300ПМУ-2 Фаворит – Favourite) لقب تعريف وزارة الدفاع الإمريكية SA-20B ظهر النظام في 1997 وهو تطوير لل أس-300 بي ام يو-1 (S-300PMU-1) ولكن بزيادة في المدى إلى 195 كلم بصاروخ جديد 48ان6اي2 (48N6E2) النظام لم يعد قادرا على ردع الصواريخ البالستيه القريبة المدى فحسب بل حتى ردع الصواريخ البالستيه التكتيكية ذات المدى المتوسط.

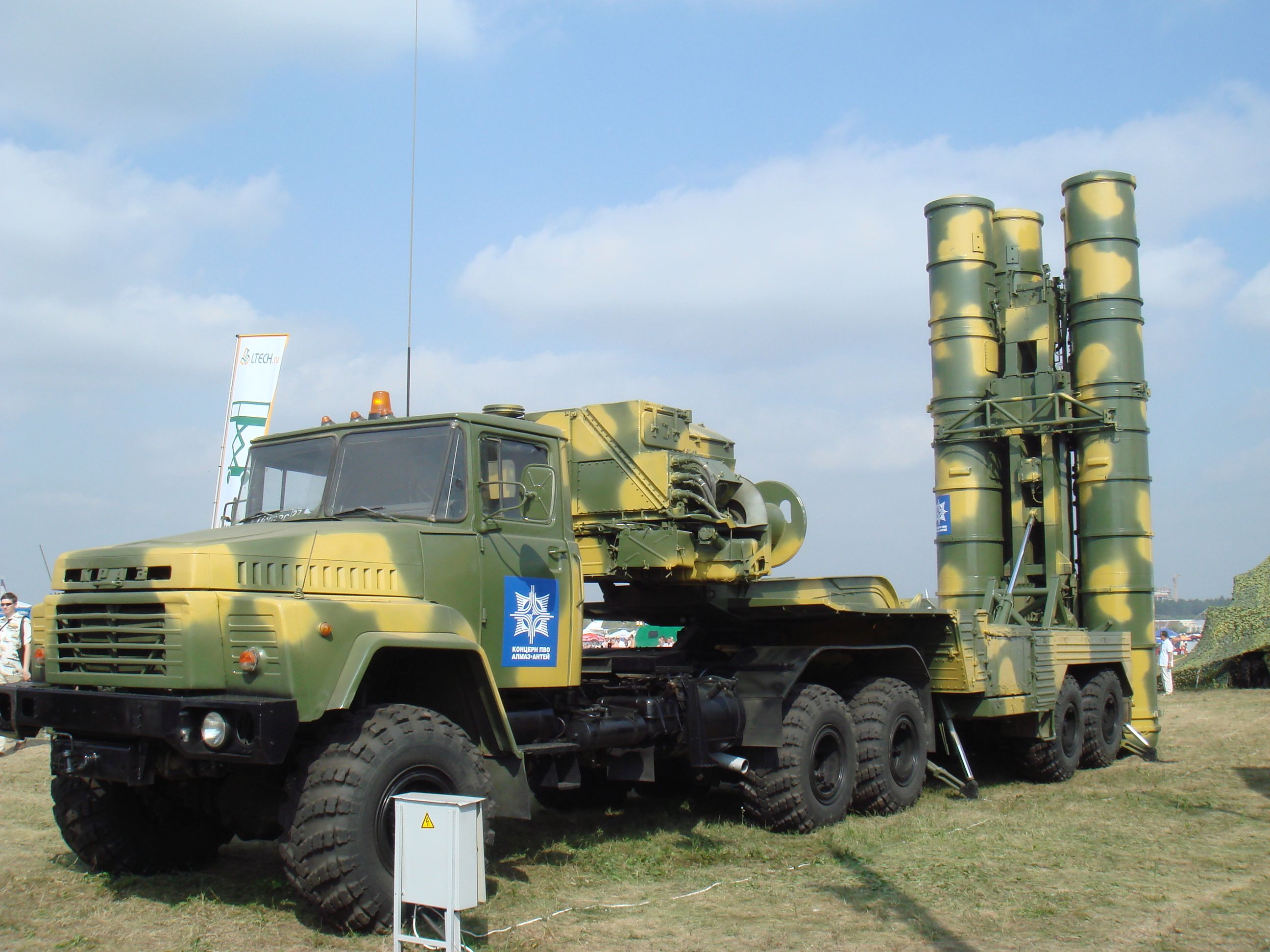
منظومة أس-300 بي أم يو2 (S-300PMU2)
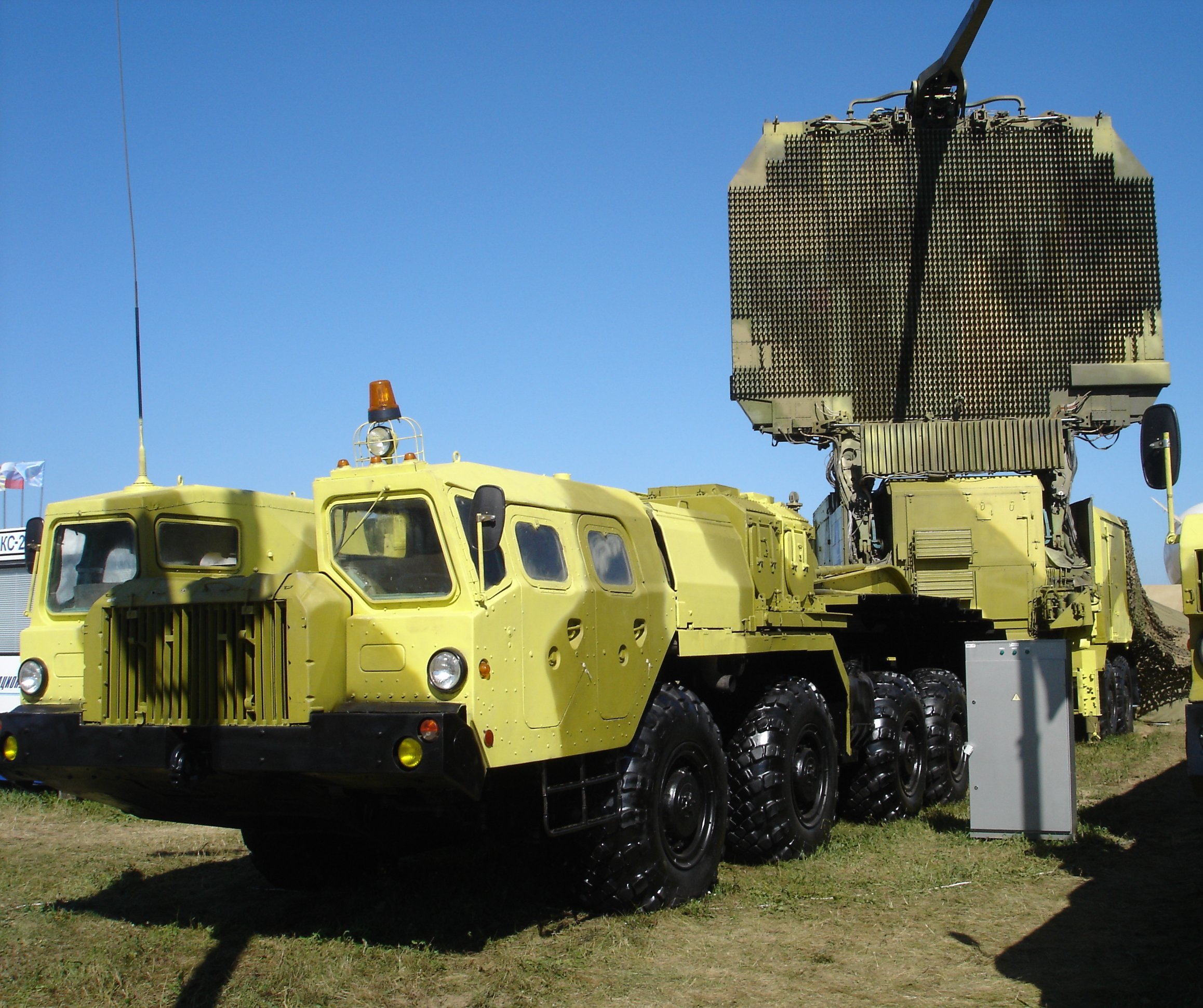
رادار 64N6E2
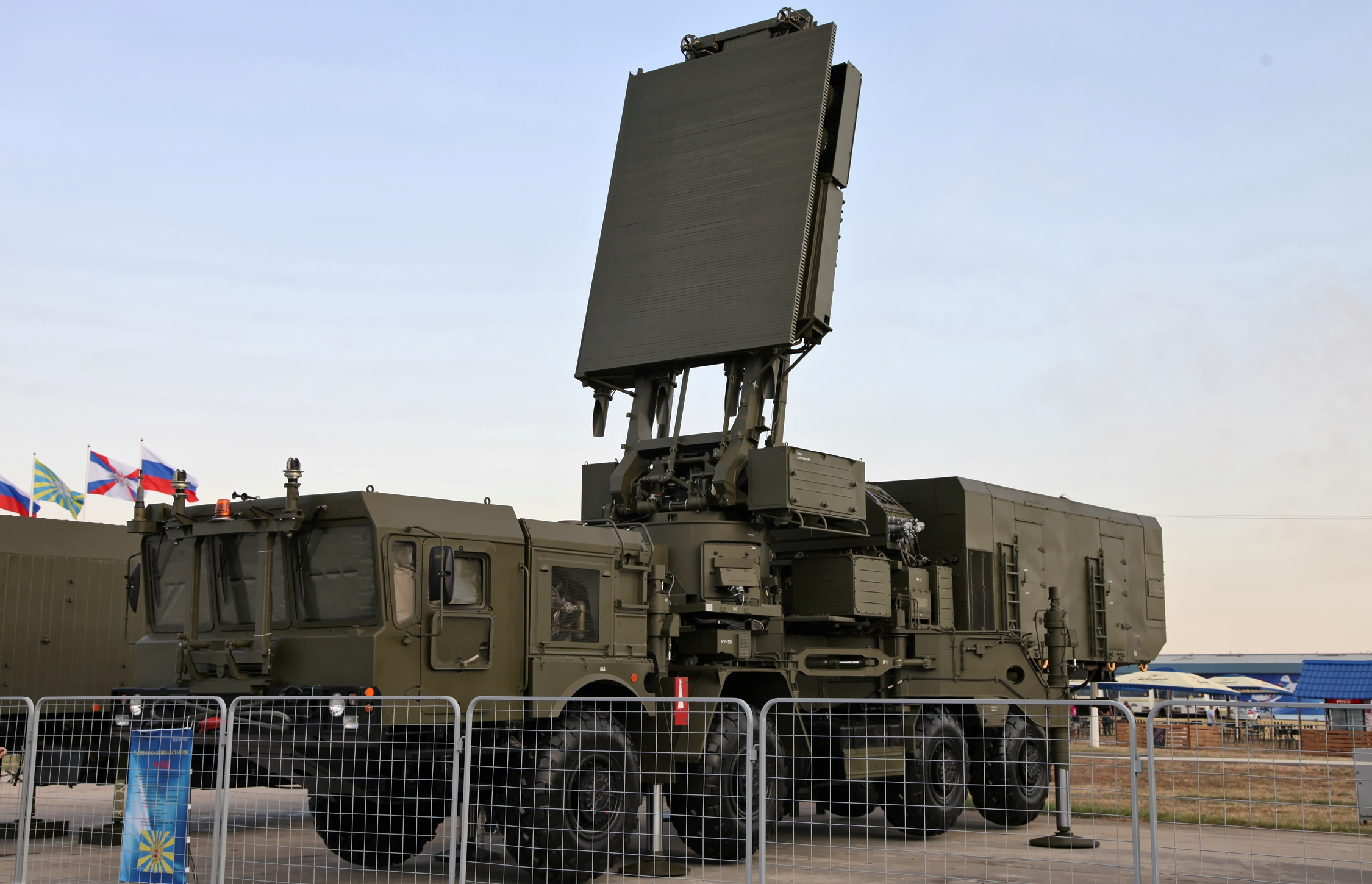
رادار 96L6E

### أس-400 (S-400 SA-21)
المقالة الرئيسية: أس - 400 ترايمف
أس-400 ترايمف (S-400 Triumf) بالروسية (С-400 Триумф): كان يُعرف سابقا بأس-300 بي ام يو-3، أعلن عنه سنة 1999 ويمتاز بصواريخ أكبر مع كل (تيل) (TEL). واجه المشروع عدة عراقيل ادت إلى تأخيره وبدأ نشر النظام في 2006 ولكن على صعيد ضئيل. هذا النظام لديه مدى أشتباك يصل إلى 400 كلم (250 ميل) ويعتقد بانه قادر حتى على رصد الاهداف الشبحية (Stealth)، وهو بهذا يكون أكثر نظام متقدم من بين الأنظمة الأخرى.المعلومات المتوفرة حول هذا النظام قليلة في الوقت الحاضر.

### أس-300 في ام (S-300VM SA-23)
أس-300 في ام (أنتيى 2500): هو تحديث لنظام أس-300 في (S-300V) باحتوائه على عربات قيادة جديدة command post vehicle فضلا على رادارات رصد ومراقبة جديدة all-round surveillance radar. وتتألف هذه المجموعة من 9S15M2، 9S15MT2E و9S15MV2E رادارات المراقبة من جميع النواحي، ورادار المراقبة القطاع 9S19ME. رادار التوجيه ترقية لديه مؤشر 9S32ME غراو. يمكن للنظام لا تزال توظف ما يصل إلى ستة TELARs، وقاذفات 9A84ME (ما يصل إلى 4 × 9M83ME الصواريخ)، ومركبات تصل إلى 6 قاذفة / محمل المخصصة لكل قاذفة (2 × 9M83ME صاروخ لكل منهما). وسيتم تسليم نسخة مطورة، يطلق عليها اسم S-300V4 إلى الجيش الروسي في عام 2011.
مجمع «ANTEY-2500» هو إصدار التصدير من عائلة S-300 ولكن يمكن لهذا يأتي في فنزويلا، ويقدر سعر التصدير مليار دولار، والنظام لديه صواريخ نوع 1 في 2 الإصدارات الأساسية وتعديل نطاق المرحلة الرزاق удваивающей (تصل إلى 200 كم، وفقا لبيانات أخرى تصل إلى 250 كم)، يمكن أن تسنهدف في وقت واحد ما يصل إلى 24 طائرة أو 16 أهداف بالستية في توليفات مختلفة.

## مقارنة مع النظم الأخرى
| التسمية الرسمية للمجمع                                         | التسمية الرسمية للمجمع                                         | أس-300بي أم يو       | أس-300بي أم يو1 | أس-300بي أم يو2                          | أس-300في أم                                | باتريوت إم آي إم-104 سي                    | باتريوت إم آي إم-104 أف |
| النطاق، كم                                                     | الأهداف الهوائية                                               | 5—90                 | 5—150           | 3—200                                    | 200 (250)                                  | 3—160                                      | 15, في الغالب 20        |
| النطاق، كم                                                     | الأهداف الباليستية                                             | 35                   | في الغالب 40    | 5—40                                     | 40                                         | 20                                         | 15—45 (20)              |
| ارتفاع الهزيمة، كم                                             | الأهداف الهوائية                                               | 0,025—27             | 0,01—27         | 0,01—27                                  | 0,025—30                                   | 0,06—24                                    | 15                      |
| ارتفاع الهزيمة، كم                                             | الأهداف الباليستية                                             | (?)                  | (?)             | 2—25                                     | 1-30                                       | 3—12                                       | 15(?)                   |
| السرعة القصوى المستهدفة، متر/ثا                                | السرعة القصوى المستهدفة، متر/ثا                                | 1150, في الغالب 1300 | في الغالب 2800  | في الغالب 2800                           | 4500 of ballistic targets                  | في الغالب 2200                             | في الغالب 1600          |
| السرعة القصوى لصواريخ المجمع، متر/ثا                           | السرعة القصوى لصواريخ المجمع، متر/ثا                           | في الغالب 2000       | (?)             | 1900                                     | 2600/1700                                  | 1700                                       | (?)                     |
| عدد الصواريخ المضادة للطائرات الموجهة من مجمع واحد في وقت واحد | عدد الصواريخ المضادة للطائرات الموجهة من مجمع واحد في وقت واحد | في الغالب 12         | في الغالب 12    | في الغالب 72                             | 48 (?) / 96 (?)                            | في الغالب 24                               | (?)                     |
| عدد الأهداف من مجمع واحد في وقت واحد                           | عدد الأهداف من مجمع واحد في وقت واحد                           | في الغالب 6          | في الغالب 6     | في الغالب 36                             | في الغالب 24                               | في الغالب 8                                | في الغالب 8             |
| كتلة الصاروخ، كغ                                               | كتلة الصاروخ، كغ                                               | 1400—1600            | (?)             | 330—1900                                 | (?)                                        | 900                                        | 312                     |
| وزن الرأس الحربي، كغ                                           | وزن الرأس الحربي، كغ                                           | 150                  | (?)             | 180                                      | (?)                                        | 91                                         | 74                      |
| لحد الأدنى من الوقت بين اطلاق الصواريخ، ثانية                  | لحد الأدنى من الوقت بين اطلاق الصواريخ، ثانية                  | 3—5                  | 3—5             | 3 (0) في البداية من حاملات صواريخ مختلفة | 1,5 (0) في البداية من حاملات صواريخ مختلفة | 3—4 (1) في البداية من حاملات صواريخ مختلفة | (?)                     |
| وقت الإعداد وتخثر الزمن من بداية المجمع، دقيقة                 | وقت الإعداد وتخثر الزمن من بداية المجمع، دقيقة                 | 5                    | 5               | 5                                        | 5                                          | 15/30 (?)                                  | 15/30(?)                |
| وسائل النقل                                                    | وسائل النقل                                                    | بعجلات               | بعجلات          | بعجلات                                   | جرار                                       | نصف مقطورة                                 | نصف مقطورة              |

## المواصفات
النوعية الهامة لجميع المجمعات من عائلة S-300 هو القدرة على العمل في توليفات مختلفة ضمن تعديل واحد وضمن نفس المجمع، وبين التعديلات (محدود)، وكذلك من خلال مجموعة متنوعة من المشاركات المحمول لقيادة متفوقة ليصطف في بطارية من أي تكوين، والكمية، والتعديلات، والموقع بما في ذلك إدخال منظومات الدفاع الجوي الأخرى في بطارية المشتركة. النظام هو للدفاع عن الوحدات الصناعية والاقتصادية والادارية والقواعد العسكرية ونقاط المراقبة من صدمة وسائل الهجوم الجوية للعدو. قادرة على ضرب أهداف البالستية والهوائية، أصبح أول نظام صواريخ المضادة للطائرات متعدد القنوات، قادرة على مرافقة كل نظام (ADMS) للقضاء على 6 أهداف وبناء عليها ما يصل إلى 12 صاروخا. أنظمة الإطلاق العامودي قادرة على قصف أي هدف طائر من أي اتجاه دون عكس القاذفة في اتجاه إطلاق النار.
الصواريخ الموجهة من قبل 30N6 FLAP LID أو بحرية 3R41 Volna باستخدام أوامر التوجيه مع محطة الشبه النشطة للصاروخ الموجه بالرادار. الاصدارات الأحدث تستخدم 30N6 FLAP LID B أو رادار TOMB STONE لتوجيه الصواريخ عن طريق طالب أوامر التوجيه الأرضي (SAGG). هذا النظام مشابه لنظام التوجيه TVM الخاص بالباتريوت. ي وقت سابق 30N6 FLAP LID يمكن توجيه ما يصل إلى أربعة صواريخ في وقت واحد تصل إلى أربعة أهداف، ويمكن تتبع ما يصل إلى 24 أهداف في آن واحد، و30N6E FLAP LID B يمكن أن توجه ما يصل إلى اثنين في الصواريخ المستهدفة لتصل إلى ستة أهداف في وقت واحد. أهداف تحلق بسرعة تصل إلى 2.5 ماخ يمكن أن تشارك بنجاح أو حول ماخ 8.5 للنماذج المحدثة. صاروخ واحد يمكن إطلاقه كل ثلاث ثوان. مركز التحكم المحمول قادر على إدارة ما يصل إلى 12 قاذف في وقت واحد.
الرأس الحربي يزن 100 كغ، الرؤوس الحربية المتوسطة وزنها يبلغ 133 كغ وأخر يزن 143 كغ. كلها مجهزة بفتيل الصمامات وفتيل الاتصالات. الصواريخ تزن ما بين 1,450 كغ و1،800 كغ، تقفز الصواريخ واضحة من أنابيب إطلاقها قبل اشتعال محركاتها الصاروخية.ويمكن ان تسرع بسرعة تصل إلى 100 غرام (1 كم/ ثا²). تطلق مستقيمة صعودا ثم تنقلب لتتجه نحو هدفها.

### الصواريخ

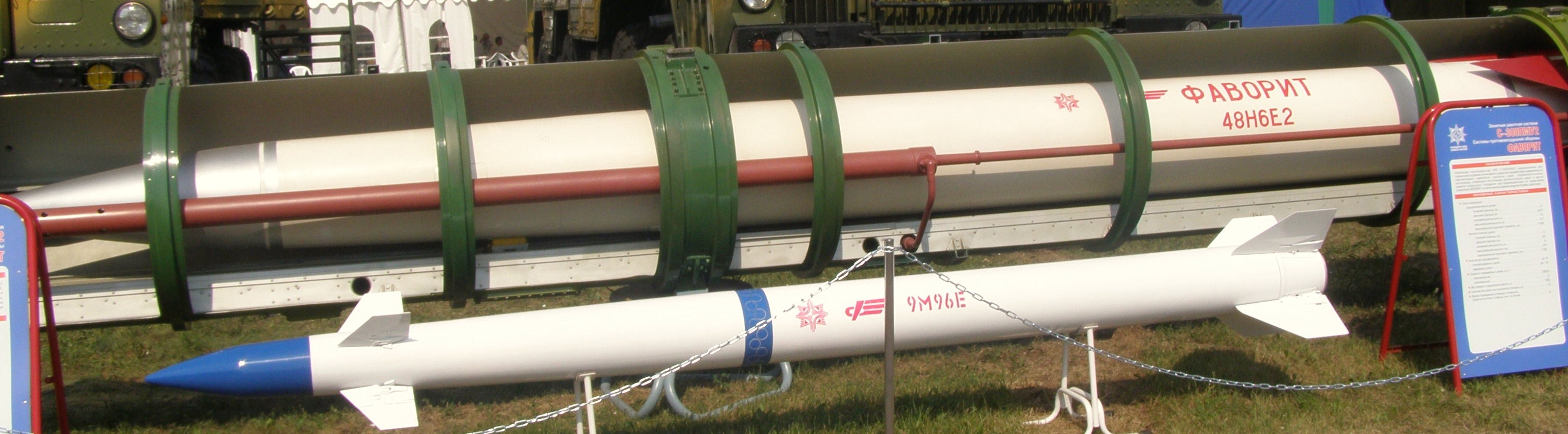
نوعين من صواريخ أس-20 الروسية المضادة للطائرات.

| مؤشر GRAU | السنة | النطاق  | أقصى سرعة                 | السرعة القصوى لإصابة الهدف              | الطول   | القطر  | الوزن    | الرأس الحربي | التوجيه                        | استخدم لأول مرة مع |
| --------- | ----- | ------- | ------------------------- | --------------------------------------- | ------- | ------ | -------- | ------------ | ------------------------------ | ------------------ |
| 5V55K/KD  | 1978  | 47 كم   | 1,700 متر/ثا              | 1,150 متر/ثا - 6,839 كم/س               | 7 متر   | 45 مم  | 1,450 كغ | 100 كغ       | قيادة                          |                    |
| 5V55R/RM  | 1984  | 90 كم   | 1,700 متر/ثا              | 1,150 متر/ثا - 6,839 كم/س               | 7 متر   | 450 مم | 1,450 كغ | كغ           | صاروخ بالستي بالرادار          |                    |
| 5V55U     | 1992  | 150 كم  | 2,000 متر/ثا - 7,199 كم/س |                                         | 7 متر   | 450 مم | كغ       | كغ           | صاروخ نصف موجه بالستي بالرادار |                    |
| 48N6/E    | 1992  | 150 كم  | 2,000 متر/ثا - 7,199 كم/س | 2,800 متر/ثا                            | 7.5 متر | 500 مم | 1,780 كغ | كغ           | تي في أم                       |                    |
| 48N6E2    | 1992  | 195 كم  | 2,000 متر/ثا - 7,199 كم/س | 2,800 متر/ثا                            | 7.5 متر | 500 مم | 1,800 كغ | 150 كغ       | تي في أم                       |                    |
| 9M82      | 1984  | 100 كم  | 2400 متر/ثا - 8,639 كم/س  |                                         |         |        | 420 كغ   | 150 كغ       | صاروخ نصف موجه بالرادار        | أس-300 في          |
| 9M83ME    | 1990  | 200 كم  |                           |                                         |         |        |          |              | صاروخ نصف موجه بالرادار        | أس-300 في أم       |
| 9M96E1    | 1999  | 40 كم ( | 900 متر/ثا                | 4,800–5,000 متر/ثا - 17,278-17,998 كم/س |         |        | 330 كغ   | 4 كغ         | صاروخ موجه بالرادار            | أس-400             |
| 9M96E2    | 1999  | 120 كم  | 1,000متر/ثا               | 4,800–5,000 متر/ثا - 17,278-17,998 كم/س |         |        | 420 كغ   | 24 كغ        | صاروخ موجه بالرادار            | أس-400             |
| 40N6      | 2000  | 400 كم  |                           |                                         |         |        |          |              | صاروخ موجه بالرادار            | أس-400             |

## مستخدمو النظام باختلاف أنواعه

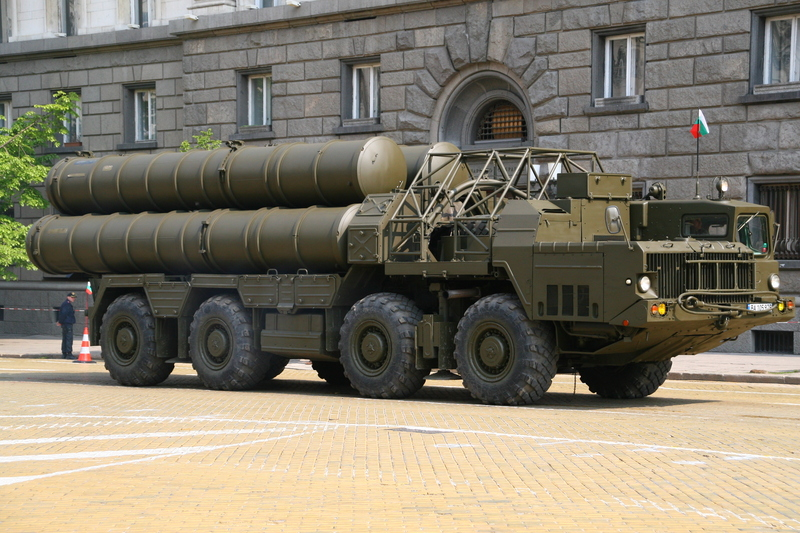
مقطورة أس-300 (S-300) من الجيش البلغاري

بصورة عامة فان نظام ال أس-300 يستعمل في أوروبا الشرقية وآسيا مع ذلك فان المعلومات غير دقيقة حول الدول التي تمتلك هذا النظام فعلا.
- الجزائر: 8 أنظمة أس-300 بي ام يو-2 (S-300PMU-2)، كل نظام مكون من 12 قاذفة ورادرات تم الطلب عليها في 2006 وتلقتها عام 2011.[15]
- أرمينيا
- بيلاروس
- بلغاريا: منظومتان أس-300 [16]
- الصين أشترت ال أس-300 بي ام يو-1 (S-300PMU-1) ولديها رخصة إعادة تصنيعه تحت اسم أتش كيو-10.[17]
- اليونان: قبرص وقعت اتفاقية شراء أس-300 في 1996 اشترت بموجبه نظام أس-300 بي ام يو-1 (S-300PMU-1) ولكن نتيجة التصعيد السياسي بين قبرص وتركيا والضغوطات الخارجية تم نقله لليونان.
- سلوفاكيا: ورثتها من تشيكوسلوفاكيا.
- الهند أشترت 6 بطاريات أس-300 سنة 1995 بقيمه مليار دولار أمريكي يعتقد انه ال أس-300 بي ام يو-2 (S-300PMU-2)مع 48 صاروخ لكل نظام.
- كازاخستان
- سلوفاكيا: ورثتها من تشيكوسلوفاكيا.
- روسيا: أستعملت كل الاصدارات من هذا النظام وقوات الدفاع الجوي الروسية التي هي جزء من القوات الجوية الروسية تعمل على استبداله بنظامها الجديد أس-400.أكثر من 20 كتيبه سيتم تزويدها بأنظمة أس-400 بحلول 2015[18]
- أوكرانيا: أس-300بي اس، أس-300 بي ام يو، أس-300 في وغيرها. فقط تم إصلاح ستة أنظمة منذ عام 2004، ونتيجة لذلك 40٪ فقط من نظم S-300 الأوكرانية هي في حالة جيدة.[19]
- فنزويلا: طلبت كتيبتين من أس 300 في أم (S-300VM "Antey-2500")، تم تسليمها مايو 2012.[20]
- فيتنام: اشترت بطاريتين من ال أس-300 بي ام يو-1 (S-300PMU-1) بما يقارب 300 مليون دولار أمريكي.
- مصر: نظام أس-300 في إم دخل الخدمة في 2014،[21][22][23][24] وهو موجود بالفعل في مخزون (مصر).
- سوريا: تم التصريح بشكل رسمي بتاريخ 4 سبتمبر 2013 على لسان الرئيس الروسي فلاديمير بوتين بأن دمشق استلمت الشحنة الأولى من نظام الأس 300 ولكن لم تستلم سوريا المنظومة بالكامل، وبعد إسقاط الطائرة الروسية قبالة ساحل محافظة اللاذقية السورية قررت الحكومة الروسية تسليم دمشق منظومة صواريخ أس 300. وتم تسليم أربع بطاريات دفاع جوي مع مائة صاروخ لكل منظومة منذ 2 أكتوبر 2018.[25]

### مستخدمون سابقون
- كرواتيا: لم تعد تحتفظ بنظام أس-300. تم الحصول عليها من أوكرانيا في عام 1995، لم يتم استخدامه. بعد الكثير من الجدل، ابتداء من سنة 2004، النظام لم يعد في كرواتيا وتم بيعها. وفقا لبعض المصادر، بما في ذلك شهادة من المحكمة تاجر السلاح زفونكو زوباك، قدتم شحن النظام بالفعل إلى الولايات المتحدة في عام 2004.[26]
- تشيكوسلوفاكيا.
- ألمانيا الشرقية.
- الاتحاد السوفيتي.

### مستخدمين محتملين مستقبلا
- ليبيا: أعربت طرابلس أيضا رغبتها في شراء 10 طائرات هليكوبتر هجومية التمساح كا 52، واثنين من الأنظمة المتطورة بعيدة المدى اس-300 بي ام يو-2 (S-300PMU-2) و 40 منظومة الدفاع الجوي قصيرة المدى بانتسير-S1، بتكلفة إجمالية أكثر من مليار دولار.[27]
- تايلاند: عروض اتش كي-9 (HQ-9).
- تركيا: عرضت روسيا أس-300 في أم (S-300VM) لتركيا، لكن في نهاية المطاف تركيا اشترت اتش كي-9 الصينية.[28]..
- إيران: ابرمت الحكومة الإيرانية عقدا من روسيا لشراء منظومة أس-300 في 25 ديسمبر 2007، في عام 2011 ألغيت الصفقة بعد أن أصدر الرئيس الروسي ديمتري ميدفيديف مرسوما بحظر تسليم إيران أي دبابات أو مركبات مدرعة قتالية أو مدافع من عيار كبير أو طائرات هليكوبتر قتالية أو سفن حربية أو صواريخ ويحظر المرسوم بشكل خاص تسليم الصواريخ من طراز اس - 300.[29] وفي سبتمبر 2011، أعلن مسؤول إيراني عسكري كبير أن بلاده انتهت من تصميم منظومة إس - 300، وستبدأ في تصنيعها محليًا، وسيكون المنتج الإيراني حاملًا اسم افار-373 وسيتخطى عيوب المنظومة الروسية، وسيفوقها قدرة وفقًا لما أصدره المسؤول الإيراني.[30]

موخرا وبعد رفع الحظر النووي عن إيران روسيا رفعت روسيا الحظر عن توريد أنظمة الصواريخ المضادة للطائرات S-300 إلى الجمهورية الإسلامية الإيرانية.
وأعلن المكتب الصحفي للكرملين أن الرئيس الروسي فلاديمير بوتين وقع مرسوما بهذا الشأن، وأوضحت المكتب أن المرسوم يزيل الحظر على صواريخ S-300 وحركة المرور «الترانزيت» عبر أراضى الاتحاد الروسي.

## صواريخ الأرض-جو المقارنة
- إم آي إم-104 باتريوت
- صاروخ عكاش
- أتش كي-9
- ستاندارد ميسايل 3

## وصلات خارجية
- S-400
- S-300PMU
- www.defence-update.com
- Video:S-300 air defense missiles NATO- SA-10 Grumble على يوتيوب
- Video:New generation of anti-aircraft weapon system complex على يوتيوب
- APA-Grumble-Gargoyle
- almaz-antey